# Jean-Paul de Rocca-Serra
Jean-Paul de Rocca Serra (conegut a l'illa com renard argenté) fou un polític cors, membre de la (UDR després RPR) nascut l'11 d'octubre de 1911 a Bonifacio (Còrsega del Sud) i mort el 6 d'abril de 1998.
Doctor en medecina, ha detingut nombrosos càrrecs polítics. Senador de 1959 a 1962, també ocupà un escó a l'Assemblea Nacional Francesa de 1963 fins a la seva mort, amb una interrupció de 1973 a 1978. El 1981 fou candidat a la presidència de l'Assemblea Nacional, però fou derrotat pel socialista Louis Mermaz. De 1984 a 1998 fou elegit president de l'Assemblea de Còrsega. També ha estat alcalde de Porto-Vecchio.